# Die Bettlerin von St. Marien
Pour plus de détails, voir Fiche technique et Distribution.
Die Bettlerin von St. Marien est un film allemand réalisé par Alfred Halm, sorti en 1917.

## Synopsis
Inconnu.

## Fiche technique
- Titre : Die Bettlerin von St. Marien
- Réalisation : Alfred Halm
- Scénario : Wilhelm Hauff et Fred Leander
- Production : Friedrich Zelnik
- Pays d'origine : Empire allemand
- Format : Noir et blanc - 1,33:1 - Film muet
- Date de sortie : 1917

## Distribution
- Emma Grünke : la mère de Lara
- Elisabeth Hruby : Gräfin Adelsburg
- Emil Jannings : Baron Gelsburg
- Bruno Kastner : Graf Fröben
- Werner Krauss : Buckeljörg
- Lotte Neumann : Lara van Holmen